# (33486) 1999 GN8
1999 GN8 (asteroide 33486) é um asteroide da cintura principal. Possui uma excentricidade de 0.07140960 e uma inclinação de 7.83655º.
Este asteroide foi descoberto no dia 10 de abril de 1999 por LONEOS em Anderson Mesa.